# Arabian Nights – Abenteuer aus 1001 Nacht
Arabian Nights – Abenteuer aus 1001 Nacht ist ein US-amerikanischer Fantasyfilm aus dem Jahr 2000 über die Geschichten aus Tausendundeiner Nacht. Die Serie besteht aus fünf Geschichten (Ali Baba und die vierzig Räuber (ANE 353), Der Bucklige, der Freund des Kaisers von China (ANE 23), Aladin und die Wunderlampe (ANE 346), Der Sultan und der Bettler und Die drei Prinzen (ANE 357)) aus Tausendundeiner Nacht, die in eine sechste (König Schariyar und seine Frau Scheherazade ANE 1) eingebettet sind.

## Handlung

### König Schariyar und seine Frau Scheherazade (ANE 1)
Der in Bagdad herrsche Sultan Schahriyar muss eines Nachts erfahren, dass seine Gemahlin ihn mit seinem Bruder Schahzenan betrügt und sie einen Mordanschlag auf ihn verüben. Schahriyar überlebt den Anschlag knapp, wobei er seine Gattin tötet. Fortan leidet jede Nacht der Sultan jede Nacht unter dem Alptraum des betrogenen Ifrit. Das Trauma des Sultans ist so tief, dass er droht völlig den Verstand zu verlieren. Zudem ist sein Verhältnis zu Frauen so verstört, dass er ihnen nicht mehr vertraut. Um der Tradition zu gehorchen, demnach ein König bis zum nächsten Vollmond eine neue Braut nehmen muss, entscheidet er sich zwar wieder zu heiraten, will seine neue Gemahlin aber nach der Hochzeitsnacht ermorden, um nicht von ihr verraten werden zu können. Um das Königreich nicht zu gefährden, will er eine seiner Haremssklavinnen heiraten, doch die Nachricht über das der Auserwählten bestimmte Schicksal verbreitet sich rasch im Palast.
Auch Scheherazade, die Tochter des Wesirs Dschafar, hört von der Entscheidung des Sultans, mit dem sie einst als Kind gespielt hatte und Gefühle für ihn hegt. Sie fasst den Plan mittels Geschichten den König langsam wieder an die Anwesenheit einer Frau zu gewöhnen und ihm zu zeigen, dass nicht alle Frauen schlecht sind. Zu diesem Zweck lässt sich mit Schahriyar verheiraten und beginnt ihm in der ersten Nacht die Geschichte von Ali Baba und den vierzig Räubern zu erzählen. Dabei unterbricht sie immer wieder ihre Geschichte beim Morgengrauen an der spannendsten Stelle und lässt den Sultan – der das Ende der Geschichte hören möchte – die geplante Hinrichtung aufschieben.

### Ali Baba und die vierzig Räuber (ANE 353)
Ali Baba lebt mit seinem Bruder Qassim bei Damaskus, als er eines Tages durch Zufall das Versteck der Räuberbande des 'schwarzen Coda' findet. Durch das Lösungswort: 'Sesam, öffne dich!', öffnet sich die Höhle und Ali Baba nimmt sich einen Teil des Schatzes. Als Qassim dies von Ali Baba erfährt, macht auch er sich auf zur Höhle, wird dabei aber von den Räubern entdeckt und getötet. Zusammen mit seiner neuen Sklavin Mardschana birgt Ali Baba den Leichnam, wodurch die Räuber erfahren, dass noch jemand vom Geheimnis der Höhle weiß. Durch Mardschanas Vorsicht überlebt Ali Baba einen Mordanschlag der Bande, die mit Ausnahme ihres Anführers vollständig am Galgen enden. Als Ali Baba ein großes Fest feiert, schleicht sich der schwarze Coda verkleidet hinein. Mardschana, die einen Tanz aufführt, enttarnt ihren Feind jedoch und ersticht ihn mit dem Schwert. Ali Baba und Mardschana heiraten.

### Der Bucklige, der Freund des Kaisers von China (ANE 23)
Damit Shahryar nicht merkt, dass sie eine völlig neue Geschichte beginnt, knüpft sie  in ihrer nächsten Erzählung an die letzte an:
Faisal, der Mardschanas Hochzeitskleid entworfen hat und dessen Frau Safil essen mit Bac-Bac, dem buckligen Hofnarren des Sultans, zu Abend. Dabei erstickt Bac-Bac an einer Fischgräte und stirbt. Aus Sorge um ihren Ruf lassen Faisal und Safil die Leiche vor der Tür eines jüdischen Arztes Ezra Ben Ezra zurück.
Bevor Dr. Ezra sich Bac-Bac ansehen kann, stolpert er im Dunkeln über ihn und beide fallen die Treppe hinunter. Nach dem Sturz findet Ezra die Leiche und nimmt an, dass er Bac-Bac versehentlich getötet hat. Auch er will nicht der Schuldige sein und entledigt sich des Leichnams, wie vor ihm schon Faisal und Safil. Er lässt den toten Bac-Bac in den Schornstein seines chinesischen Nachbarn Hi-Ching fallen. Hi-Ching glaubt fälschlicherweise, dass ein Räuber in sein Haus eindringen will und greift Bac-Bac an. In der Folge meint Hi-Ching, er hätte Bac-Bac durch die harten Schläge getötet. So trägt er die Leiche in eine dunkle Nische, wo der betrunkene Engländer Jerome Gribben gerade entlang geht und mit den toten Bac-Bacs kollidiert. Auch Jerome glaubt angegriffen zu werden und schlägt die Leiche wiederholt gegen eine Wand. Er ruft nun die Wachen herbei und als diese Bac-Bac erkennen, verhaften sie Jerome wegen Mordes.
Jerome wird vor Gericht gestellt und zum Tode verurteilt. Hi-Ching, Ezra und Faisal können die Schuld nicht ertragen und gestehen, dass sie den armen Buckligen getötet haben. Mitten in all ihren Auseinandersetzungen kommt der Sultan und will wissen, wer seinen Narren getötet hat. Dabei erkennt er, dass Bac-Bacs Tod in jedem Fall ein Unfall war und lässt Jerome und die anderen frei. Er ist davon überzeugt, dass Bac-Bac die Art seines Todes amüsiert hätte.

### Aladin und die Wunderlampe (ANE 346)
Aladdin, ein kleiner chinesischer Dieb, der im Kalifat von Samarkand lebt, ist nach einem Taschendiebstahl gerade mal wieder auf der Flucht vor den Behörden, als ihm eine Kutsche den Weg versperrt. Die Fenster der Kutsche öffnen sich und geben den Blick auf die wunderschöne Prinzessin Zubaïda frei. Die beiden sehen sich und verlieben sich ineinander.
Auf seiner Flucht trifft Aladin einen geheimnisvollen afrikanischen Reisenden namens Mustapha, der behauptet, ein Freund von Aladins Vater gewesen zu sein und bereit ist, ihm einen hohen Preis für eine „einfache“ Aufgabe zu zahlen. Aladin stimmt zu und trifft Mustapha am Eingang einer Höhle. Mustapha gibt Aladin einen Ring und schwört „bei Hektors Federn“, dass Aladin seinen Hochzeitstag nicht erleben wird, wenn er Mustapha hintergehen sollte.
Aladin betritt die Höhle und geht durch eine Terrakotta-Armee, bis er eine Lampe findet, die er für Mustapha holen soll. So recht will Aladin die Lampe dann aber doch nicht hergeben und so schließt Mustapha im Zorn den Eingang der Höhle. Aladin bleibt zurück in der Höhle, gerade als die Terrakotta-Krieger zum Leben erwachen. In seiner Verzweiflung reibt Aladin den Ring und ruft so ungewollt den Geist des Rings herbei, der Aladin dabei hilft, aus der Höhle zu entkommen.
Wieder zu Hause bei seiner Mutter fragt sich Aladin, warum Mustapha eine alte, wertlose Öllampe haben möchte. Indem er daran reibt, wird der Lampengeist befreit, ein unglaublich mächtiger und einschüchternder Dschinn, der Aladins Wünsche erfüllen kann. So wünschen sich Aladin und seine Mutter Reichtum, damit sie sich Zugang zum königlichen Hof erkaufen können. Dort bittet Aladin den Kalifen um Prinzessin Zubaïdas Hand, wird jedoch abgewiesen, da die Prinzessin bereits mit Gulnare, dem Sohn des Wesirs, verlobt ist.
Aladin will die Prinzessin aber für sich gewinnen und sperrt den Sohn des Wesirs in ein übelriechendes Abort und heiratet dann die Prinzessin selbst, nachdem ihr wütender Vater die Ehe mit Gulnare annulliert hat. Mustapha, inzwischen wieder in Afrika erfährt, dass Aladin lebt und geheiratet hat. So geht er als Kaufmann verkleidet nach Samarkand und gibt vor neue Lampen gegen alte einzutauschen, woraufhin ein Diener in Aladins Palast Mustapha die Wunderlampe gibt. Als Mustapha die Lampe besitzt, möchte er Aladins gesamten Reichtum zunichtemachen. Mit Hilfe des Ringgeistes fordert Aladin Mustapha zu einem Kampf heraus. Jeder Geist verwandelt sich nacheinander in ein Tier, bis der Ringgeist in einer riesigen Mausefalle gefangen ist. Obwohl Mustapha scheinbar gewonnen hat, ist Aladin immer noch ein Dieb und kann Mustapha bestehlen, indem er die Lampe nimmt und ihm so den Sieg raubt. Wiedervereint mit seiner Mutter und Zubaïda gewährt Aladin beiden Dschinn ihre Freiheit, wobei nur der Geist des Rings das Angebot annimmt.

### Der Sultan und der Bettler
Amin, ein einsamer Bettler, prahlt damit, er könnte die Aufgaben eines Sultans besser erfüllen, als der skrupellosen Sultan Harun Abraschild (ein Wortspiel mit dem historischen Kalifen Hārūn ar-Raschīd). Dies hört Abraschild und entführt den bewusstlosen Amin, kleidet ihn ein und befiehlt seinen Dienern so zu tun, als sei Amin der Sultan. Hinter den Palastmauern beobachtet er dann, was passiert. Als Amin aufwacht, denkt er zuerst, er hätte den Verstand verloren, aber schon bald beginnt er, sein Sultan-Dasein zu genießen. Auch nimmt er seine Aufgabe sehr ernst und verändert Steuern und Gehältern seiner Armee. Der Großwesir und Befehlshaber der Armee, Abou Nouz, (ein Wortspiel zu Abu Nuwas) stellt fest, Amin habe an einem Tag mehr geschafft als der echte Sultan in Jahren. Als der wütende Abraschild dies mitbekommt, gibt er Amins Getränk Schlafpulver und schickt ihn dann als Bettler zurück auf die Straße. Als Amin aufwacht, ist er traumatisiert und besteht darauf, dass er der Sultan ist, woraufhin die Stadtwache ihn in eine Irrenanstalt einweist.
Abraschild beschließt, den Scherz zu wiederholen, betäubt Amin erneut und bringt ihn als Sultan verkleidet in den Palast zurück. Als Amin aufwacht und hysterisch wird, hört er aus einer der Geheimkammern Abraschilds Kichern. In Panik zieht Amin ein Schwert und ersticht Abraschild versehentlich, da er ihn für einen Dämon hält. Als die Berater des Sultans sehen, dass Abraschild tot ist und keinen Erben hinterlassen hat, beschließen sie, einen Bürgerkrieg zu verhindern, indem sie allen erzählen, der echte Sultan sei auf eine Pilgerreise nach Mekka gegangen und Amin sei zum Nachfolger des Sultans auserwählt worden. Gleichzeitig erzählen sie Amin jedoch weiterhin, dass er der einzig wahre Sultan Haroun Abraschild sei. Amin wird so ein geachteter Mann, der am Hof und bei seinem Volk beliebt ist.
Am Ende der Geschichte, als sich die Armee seines Bruders Bagdad nähert, erkennt Sultan Shahryar, dass er in Scheherazade verliebt und von seinem Wahnsinn geheilt ist. Doch Scheherazade meint, dass Shahryar noch eine weitere Geschichte hören muss, bevor er in die Schlacht zieht.

### Die drei Prinzen (ANE 357)
Die drei Söhne des Sultans von Jemen, Prinz Ali, Prinz Ahmed und Prinz Hussain sind alle drei begabte Kämpfer und streiten sich um die kleinsten Dinge. Ihre Eltern befürchten nun, dass die Söhne nach dem Tod des Sultans um den Thron kämpfen und das Königreich zerstören werden. Nachdem sie durch einen Streit Chaos in der Stadt verursacht haben, fordert ihr Vater jeden seiner Söhne auf, ihm den ihrer Meinung nach wertvollsten Gegenstand der Welt zu bringen. Er gibt ihnen ein Jahr Zeit, um ihre Aufgabe zu erfüllen.
Ali macht sich nach Norden auf den Weg zu einem fernen Königreich und findet ein starkes Teleskop. Ahmed reist nach Osten zu einem buddhistischen Bergkloster und erwirbt einen mystischen Apfel (den Apfel des Lebens), der bei Verzehr, jede Wunde oder Krankheit heilen kann. Der letzte Bruder, Hussain, reist nach Westen in die unterirdische Stadt Petra. Er durchstreift den unterirdischen Markt auf der Suche nach dem Kostbarsten der Welt und findet schließlich einen fliegenden Teppich.
Nach einem Jahr treffen sich die Brüder auf dem Rückweg. Alis Teleskop zeigt, dass ihr Vater im Sterben liegt und so eilen die Brüder auf Hussains Teppich zurück in den Jemen, um ihren Vater mit Ahmeds Lebensapfel zu retten.
Scheherazade erklärt, als sie schließlich die Nachfolge ihres Vaters antreten, im Ergebnis ihrer Abenteuer gemeinsam in Frieden und Harmonie über das Königreich herrschen.

## Hintergrund

### Unterschiede und Gemeinsamkeiten zu den Geschichten aus Tausendundeiner Nacht
Die Geschichte um Ali Baba ist stark gekürzt, anders als im Film ist Mardschana nicht die Sklavin von Ali Baba, sondern von Qassim und heiratet später nicht Ali Baba, sondern dessen Sohn.
Die ursprünglich in China spielende Aladin-Geschichte wird nach Samarqand verlegt, doch entspricht die dort gezeigte Kultur stark der chinesischen. Der Film ist eine er wenigen Filmadaptionen, in denen die Geschichte nicht in die arabische Welt verlagert wird.

### Anderes
Der Film wurde auf drei Kontinenten gedreht: Europa, Asien und Afrika. Die Kulissen entstanden in der Türkei, Marokko, dem Jemen und Jordanien. Alio Baba entstand zum Beispiel in der zerklüfteten Landschaft der türkischen Region Kappadokien – einem Drehort, der auch für die Star-Wars-Filme verwendet wurde.

## Kritiken
Lexikon des internationalen Films: Tricktechnisch aufwändiger, opulent ausgestatteter Kostümfilm, der sich an der Geschichte Scheherazades orientiert, die ihre Hinrichtung aufzuschieben hofft, indem sie dem Sultan Nacht für Nacht tausend und ein Märchen erzählt.
Die Kritiker der Fernsehzeitschrift TV Spielfilm meinten nur: „Bunte Märchensammlung, bei der nur die Rahmenhandlung nervt.“

## Auszeichnungen
Der Film erhielt vier Nominierungen für den Emmy in den Kategorien „Beste Maske“, „Beste Ausstattung“, „Bestes Kostümdesign“, „Bestes Haarstyling“ und „Bester Film“. Gewonnen hat er ihn in der Kategorie „Beste Maske“.

## Synchronsprecher
Die Synchronsprecher für die deutsche Fassung:
| - Scheherazade: Christine Stichler - Geschichtenerzähler: Joachim Höppner - Schahzenan: Matthias Klie - Der schwarze Coda: Christoph Jablonka - Aladdin: Hubertus von Lerchenfeld - Geist der Lampe: Florian Halm - Geist des Rings: Tobias Lelle - Prinzessin Zobeide: Melanie Manstein - Sultan Schariar: Oliver Mink - Ali Baba: Jan Odle - Dschafar: Joachim Kerzel - Scharfrichter: Gudo Hoegel - Mustapha: Oliver Stritzel - Morgiana: Claudia Lössl - Kasim: Jakob Riedl | - Prinz Ali: Frank Röth - Prinz Ahmed: Philipp Moog - BacBac: Hans-Rainer Müller - Safil: Eva Maria Bayerwaltes - Richter Zadic: Klaus Guth - Faisal: Gert Wiedenhofen - Abo Nouz: Randolf Kronberg - Kalif Beder: Hartmut Reck - Sultan Billah: Michael Gahr - Jerome Gribben: Michael Rüth - Schaca: Kai Taschner - Teppichhändler: Jochen Striebeck - Räuber: Torsten Münchow - Arzt: Ulrich Bernsdorff |